# Santa Marinella
Santa Marinella là một đô thị ở tỉnh Roma trong vùng Lazio của Ý, có cự ly khoảng 60 km về phía tây bắc của Roma.
Santa Marinella giáp các đô thị: Allumiere, Cerveteri, Civitavecchia, Tolfa.